# Want You Bad
Want You Bad (englisch in diesem Fall für „will dich böse“) ist ein Lied der US-amerikanischen Punk-Rock-Band The Offspring. Der Song ist die zweite Singleauskopplung ihres sechsten Studioalbums Conspiracy of One und wurde am 23. Dezember 2000 veröffentlicht.

## Inhalt
In Want You Bad singt Dexter Holland aus der Sicht eines Mannes, der sich von seiner braven Freundin erhofft, dass diese mal ihre böse Seite zeigt und aus ihrem Alltag ausbricht. Er liebe sie, doch wünsche sich, sie würde sich aufreizender kleiden, anders stylen, tätowieren oder ihn auch mal schlecht behandeln. Der Songtitel ist zweideutig, da „I want you bad“ im Englischen eigentlich „ich vermisse dich sehr“ bedeutet.

“I want you, all tattooed

I want you bad

Complete me, mistreat me

Want you to be bad, bad, bad, bad, bad”

## Produktion
Der Song wurde von dem US-amerikanischen Musikproduzenten Brendan O’Brien produziert. Als Autoren fungierten The Offspring.

## Musikvideo
Bei dem zu Want You Bad gedrehten Musikvideo führte der US-amerikanische Regisseur Spencer Susser Regie. Es verzeichnet auf YouTube über 92 Millionen Aufrufe (Stand Februar 2024).
Das Video spielt auf einer Party mit zahlreichen jungen Leuten, bei der The Offspring im Hintergrund das Lied spielen. Der Protagonist ist ein Mann, der verschiedene Frauen anspricht, doch von jeder mit einer Ohrfeige abgewiesen wird. Auf der Feier befindet sich auch ein Regal mit Getränkedosen, die das Logo von The Offspring tragen. Als die anwesenden Partygänger die Dosen öffnen, explodieren diese, wodurch sich nach und nach Schaum im ganzen Raum verbreitet und Chaos ausbricht, in dem auch die Band versinkt. Schließlich findet der Mann eine Frau, die seine Avancen nicht ablehnt. Nachdem er ihr Ohr abgeleckt hat, laufen beide in einen anderen Raum, wo sie sich näherkommen. Am Ende des Videos öffnet die Frau eine der Dosen direkt vor dem Mann, woraufhin dieser mit der Dose explodiert und die Frau lachend zurückbleibt.

## Single

### Covergestaltung
Das Singlecover ist im Comicstil gehalten und zeigt einen Mann mit Sonnenbrille sowie dessen blonde Freundin. Über dem Mann ist eine Gedankenblase zu sehen, in der er sich seine Freundin tätowiert, halbnackt und böse vorstellt. Über bzw. unter dem Bild befinden sich die gelben Schriftzüge The Offspring und Want You Bad. Der Hintergrund ist dunkelblau gehalten.

### Titellisten
Single
1. Want You Bad – 3:23
2. The Kids Aren’t Alright (Live) – 3:06

Maxi
1. Want You Bad – 3:23
2. 80 Times – 2:07
3. All I Want (Live) – 2:09
4. Autonomy – 2:34

### Chartplatzierungen
Want You Bad stieg am 31. März 2001 auf Platz 15 in die britischen Charts ein und konnte sich zehn Wochen in den Top 100 halten. Ebenfalls die Charts erreichte die Single unter anderem in Australien, Italien, der Schweiz, Schweden und Österreich. Dagegen konnte der Song sich in Deutschland und in den Vereinigten Staaten nicht platzieren.
| ChartsChartplatzierungen     | Höchstplatzierung | Wochen |
| ---------------------------- | ----------------- | ------ |
| Österreich (Ö3)              | 67 (3 Wo.)        | 3      |
| Schweiz (IFPI)               | 45 (6 Wo.)        | 6      |
| Vereinigtes Königreich (OCC) | 15 (10 Wo.)       | 10     |

### Auszeichnungen für Musikverkäufe
Want You Bad wurde im Jahr 2024 für mehr als 400.000 Verkäufe im Vereinigten Königreich mit einer Goldenen Schallplatte ausgezeichnet.

| Land/Region                  | Auszeichnungen für Musikverkäufe (Land/Region, Auszeichnung, Verkäufe) | Verkäufe |
| ---------------------------- | ---------------------------------------------------------------------- | -------- |
| Neuseeland (RMNZ)            | Gold                                                                   | 15.000   |
| Vereinigtes Königreich (BPI) | Gold                                                                   | 400.000  |
| Insgesamt                    | 2× Gold ·                                                              | 415.000  |

Hauptartikel: The Offspring/Auszeichnungen für Musikverkäufe